# Джозеф Акпала
Джозеф Акпала (англ. Joseph Akpala, нар. 24 серпня 1986, Джос) — нігерійський футболіст, фланговий півзахисник та нападник бельгійського «Остенде».

## Клубна кар'єра
Народився 24 серпня 1986 року в місті Джос. Вихованець футбольної академії «Пепсі».
Перший професійний контракт Акпала підписав 2003 року з клубом другого дивізіону «Бендел Юнайтед». У лютому 2005 року перейшов в інший клуб того ж міста — «Бендел Іншуранс», що виступав у вищому дивізіоні, і в першому ж сезоні став найкращим бомбардиром чемпіонату Нігерії з 12 голами.
Протягом 2006–2008 років захищав кольори бельгійського «Шарлеруа», у складі якого у сезоні 2007/08 також став найкращим бомбардиром чемпіонату з 18 голами.
Своєю грою привернув увагу представників тренерського штабу «Брюгге», до складу якого приєднався 18 липня 2008 року. Відіграв за команду з Брюгге наступні чотири сезони своєї ігрової кар'єри. Більшість часу, проведеного у складі «Брюгге», був основним гравцем команди і одним з головних бомбардирів команди, маючи середню результативність на рівні 0,35 голу за гру першості.
До складу клубу «Вердер» приєднався 22 серпня 2012 року за 1,5 млн євро. Наразі встиг відіграти за бременський клуб 21 матч в національному чемпіонаті.

## Виступи за збірні
Протягом 2005–2007 років залучався до складу молодіжної збірної Нігерії. На молодіжному рівні зіграв у 23 офіційних матчах, забив 10 голів.
6 вересня 2008 року дебютував в офіційних матчах у складі національної збірної Нігерії в грі проти збірної ПАР. 
У складі збірної був учасником розіграшу Кубка конфедерацій 2013 року у Бразилії.
Наразі провів у формі головної команди країни 9 матчів, забивши 1 гол.

## Титули і досягнення
- Найкращий бомбардир Чемпіонату Бельгії: 2007-08